# Quorthon
(Quorthon)
Quorthon, pseudonimo di Ace Börje Thomas Forsberg (Stoccolma, 17 febbraio 1966 – Stoccolma, 3 giugno 2004), è stato un cantante e musicista svedese.
Conosciuto anche con il suo nome di battesimo Thomas o più semplicemente come Ace, fu ideatore, unico compositore e unico membro stabile e pubblico della band black/viking metal Bathory, che fondò nel 1983. Nel gruppo fu principalmente cantante e chitarrista, ma si cimentò anche nelle parti da tastierista, bassista e batterista.
Quorthon, con il suo progetto Bathory, è nominato tra i più grandi innovatori del metal estremo assieme a gruppi come gli svizzeri Celtic Frost, i tedeschi Kreator e i danesi Mercyful Fate. È considerato dai critici come uno dei maggiori innovatori nella storia del genere black metal grazie a dischi come Bathory e Under the Sign of the Black Mark,, rispettivamente del 1984 e del 1987, oltre che il padre fondatore con gli album Blood Fire Death e Hammerheart, pubblicati rispettivamente nel 1988 e nel 1990, del genere viking metal.
Fu trovato morto nel suo appartamento il mattino del 3 giugno 2004, colpito da un infarto miocardico acuto all'età di 38 anni.

## Biografia

### Le poche notizie sulla giovinezza (1966-1983)
Ace Börje Thomas Forsberg nacque a Stoccolma il 17 febbraio 1966. Della sua infanzia e della sua famiglia si conosce veramente poco e lo stesso nome di battesimo è a tutt'oggi motivo di controversia. È noto come la stessa denominazione Ace Börje, nonostante appaia sulla sua lapide, fosse uno pseudonimo. È probabile che il suo nome all'anagrafe fosse Thomas, anche se durante la sua carriera rifiutò di essere chiamato così, replicando spesso che il suo nome era Runka Snorkråka, Pär Vers, Fjärt Bengrot, Folke Ostkuksgrissla o Fnoret, tutti pseudonimi da lui coniati e dal significato fortemente ironico. In un'intervista del 1989 ha dichiarato che il significato dello pseudonimo Quorthon è più o meno “dark demon for a dark princess”.
Suo padre, Börje Forsberg, conosciuto in campo musicale con il nomignolo "Boss", era esperto di musica rock e metal, tanto da ricoprire la carica di produttore, direttore e proprietario della casa discografica Black Mark Productions, fondata nel 1991. Probabilmente fu proprio lui a trasmettergli la passione per la musica e a indirizzarlo verso il futuro genere musicale.
Si evince inoltre, da dichiarazioni rilasciate in alcune interviste, che Ace fosse appassionato di storia e affascinato dalla mitologia, in particolare riguardo alle saghe di quei popoli scandinavi che un tempo abitavano le sue terre di origine, tanto da dedicargli degli studi approfonditi. Molte delle sue canzoni contengono elementi epici e frequenti riferimenti a tematiche storico-mitologiche, ricorrendo spesso in tutte le fasi della sua carriera.

### La carriera musicale (1983-2004)

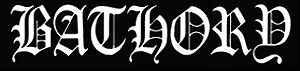
Il logo dei Bathory

#### L'era Black (1983-1988)
La carriera musicale di Quorthon iniziò nel 1983 quando il gruppo di allora, denominato "Nosferatu" (di cui era leader sotto lo pseudonimo Black Spade), si sciolse e fu rifondato con il nome "Bathory", un esplicito riferimento alla contessa Erzsébet Báthory.
Quorthon raccontò di come la denominazione del gruppo gli venne in mente, in modo più casuale che ricercato, mentre si trovava a Londra, circa un anno prima della fondazione del gruppo, in visita al The London Dungeon. Giunto nella sezione dedicata all'orrore, si trovò di fronte a una ricostruzione di una stanza medioevale con al centro una vasca e un manichino di donna nudo e cosparso di sangue, circondato da altre donne nude, torturate e dissanguate. Riguardo a questa visione, il musicista raccontò:
(Quorthon)
Ritornato poi a casa, Quorthon si interessò molto sulla storia della contessa, leggendo su di lei libri e facendo ricerche. L'interesse per questa vicenda divenne per lui un'ossessione e di conseguenza la denominazione del suo gruppo non poté avere diverso nome che Bathory.
Nel gruppo, Ace fu l'unico membro stabile e pubblico, facendosi supportare nei primi anni, in studio di registrazione, dal bassista Freddan, dal batterista Jonas Åkerlund e, per qualche mese, da un cantante soprannominato "The Animal", licenziato quando Quorthon decise di assumere personalmente il ruolo di voce solista. I primi lavori evidenziarono una musica rude ed aggressiva, ponendo le basi di uno stile che molte altre band avrebbero successivamente imitato.
Il debutto discografico avvenne nello stesso anno, quando due brani della band furono inclusi nella raccolta Scandinavian Metal Attack, ottenendo riscontri positivi dal pubblico e dalla critica. Fu così che il produttore della compilation, Tyfon Grammofon, contattò Quorthon, proponendogli di registrare un album in studio.
Nel 1984 fu quindi pubblicato il primo album del gruppo, l'omonimo Bathory. Il disco presentava uno stile assimilabile a quello dei Venom, in particolare nell'album Black Metal (1982), considerato il capostipite del genere black metal, ma rafforzato da cantati in violento scream, sempre incentrati sul tema del satanismo. Grazie agli ottimi apprezzamenti ottenuti, i Bathory poterono pubblicare l'anno seguente un nuovo disco, dal titolo The Return......, che bissò le sonorità espresse nella precedente uscita abbinandole però ad una migliore qualità espressiva e di registrazione.The Return...... è il primo album che porta un'innovazione al Black Metal visto che negli anni precedenti a quest'album le band, come anche Quorthon con il suo debut-album, suonavano troppo simili ai padri fondatori del Black Metal, ovvero ai Venom. Con quest'album però le cose cominciarono a cambiare e il Black Metal poté iniziare a muoversi su una nuova strada grazie a una profonda malvagità e oscurità (mai sentita prima di allora) impressa nelle canzoni e nell'album in generale con uno stile di cantato unico (lo screaming) che ispirerà soprattutto le band scandinave e il Black Metal anni novanta.Quest'album, assieme a Hell Awaits degli Slayer e a Seven Churches dei Possessed, tutti usciti nel 1985, fanno parte di un'importante nuova direzione sulla quale il Black metal iniziò a muoversi.
Dopo due anni di pausa, Quorthon tornò sulle scene con un nuovo disco, dal titolo Under the Sign of the Black Mark. L'album, considerato uno dei più importanti esempi di black metal anni ottanta, presentava un sound maturato, con tematiche meno violente dei precedenti, ma comunque aggressive e coerenti con le precedenti. Complessivamente, questo disco diventerà uno dei capostipiti della produzione dei Bathory e del black metal scandinavo in generale, oltre che un importante punto di riferimento di molte successive proposte musicali provenienti da quelle terre.

#### La prima era Viking (1988-1993)
Agli inizi degli anni novanta Quorthon prese il pieno controllo dei Bathory, licenziando i precedenti componenti e assumendo due turnisti (che si esibivano con i soprannomi di Kothaar e Vvornth). Con loro pubblicò nel 1988 un nuovo album, intitolato Blood Fire Death. Il disco presentava elementi di transizione e proposte ritmiche fortemente rallentate rispetto ai precedenti lavori. I testi si discostavano in parte dai precedenti argomenti per approdare al genere epico, affrontando ancora una volta il tema della battaglia contro la religione cristiana. Il satanismo esplicito dei precedenti lavori, sfuma ora verso toni di maggiore introspezione, indulgendo alla rievocazione e riproposizione dell'antica religione nordica alla ricerca di una sorta di rivincita sulla cristianità. Nonostante questi aspetti, l'album presentava ancora sonorità di derivazione black ma gettò le basi per i successivi lavori folk metal e viking metal.
Fu nel 1990 con l'uscita di Hammerheart che i Bathory sorpresero critica e ammiratori con un cambio improvviso di genere. Il disco, dominato da atmosfere fortemente epiche, presentava uno stile ancora meno aggressivo dei precedenti. Inoltre, per la prima volta, fu adottata la tecnica del "triplet gallop beat", resa famosa dalla band epic metal Manowar; furono sempre questi ultimi ad esercitare un'influenza primaria sulle atmosfere e le parti corali presenti nel disco. I testi, ulteriore elemento di novità, si sviluppavano come un concept-album, sul tema del lungo e tormentato processo di cristianizzazione dei popoli scandinavi, un evento doloroso e violento che provocò profonde fratture nella società e nella cultura nordica del tempo.
Con Hammerheart i Bathory diventarono i capostipiti del genere viking metal. L'album ebbe un apprezzabile successo commerciale, ulteriormente trascinato dal video del brano One Rode to Asa Bay. Il filmato, totalmente finanziato da Quorthon, fu mandato in onda anche da MTV.
Forti dei favorevoli riscontri, i Bathory riproposero lo stile musicale di Hammerheart anche nell'album successivo, Twilight of the Gods, pubblicato nel 1991. Il disco portò alla definitiva maturazione musicale del gruppo proponendo un folk metal a base nordica con forti influenze classiche (fatto questo dimostrato dallo stesso titolo, traducibile in lingua italiana come "Il Crepuscolo degli Dei", riconducibile al terzo atto dell'opera di Richard Wagner "L'anello del Nibelungo"), in un contorno di atmosfere e ritmiche evocative e celebrative. I testi affrontavano temi mitologici, senza però risolversi in un concept-album, e comportando perciò un aumento delle parti corali ed acustiche. Anche Twilight of the Gods riscosse un buon successo di critica e di pubblico.

#### Parentesi thrash e dischi solisti (1993-1996)
Nel 1993 Quorthon decise di accantonare momentaneamente il progetto Bathory e nel 1994 pubblicò un lavoro solista intitolato semplicemente Album. Il disco, che esibiva un sound a metà tra il rock e il rock alternativo influenzato ancora una volta da sonorità nordiche, oltre che dal suono dei Black Sabbath e dei Mountain, incentrò i suoi testi sulla vita quotidiana dell'artista ma non soddisfece in alcun modo i fan del polistrumentista e si rivelò un insuccesso commerciale, inducendo l'artista ad un ritorno sui propri passi per dedicarsi di nuovo a tempo pieno ai Bathory.
Vittima però di un calo di ispirazione, dovuto forse alla incessante ed eccessiva ricerca di innovazione, Quorthon pubblicò due album thrash/black metal che ebbero riscontri commerciali ed artistici scadenti. Si trattava di Requiem (1994) e Octagon (1995). I brani riproponevano sonorità poco innovative, un thrash anni ottanta simile a quello di band come Slayer, Sodom e Kreator ma nettamente inferiore in qualità e fantasia, la cui unica caratteristica degna di nota era l'inserimento di elementi nordici nelle parti vocali.
Nel 1997 Quorthon tentò di risollevare la sua carriera solista con un disco dal titolo Purity of Essence, nuovamente dalle sonorità rock/rock alternativo ma con influenze tratte dai lavori dei Sex Pistols e dei The Beatles. Anche in questo caso, i riscontri furono molto scarsi. Il disco non riscosse successo, convincendo di fatto Quorthon ad abbandonare definitivamente l'idea di una carriera solista sotto il proprio nome.

#### La seconda era Viking (1996-2004)
Intanto, nel 1996, Quorthon aveva dato alle stampe, su forte pressione dei suoi estimatori, un nuovo album con i Bathory, dal titolo Blood on Ice, già pronto per la pubblicazione fin dal lontano 1989, ma che non aveva mai ritenuto completo. Blood on Ice vide un ritorno allo stile viking metal dei precedenti lavori, rivelandosi una scelta di successo. Il disco ripropose la forma di un concept-album incentrato su una saga leggendaria, secondo molti autobiografica, riguardante un eroe mitologico nato dalla sua fantasia. Musicalmente, l'album rimanda all'epic metal anni ottanta, caratterizzato da melodie aggressive e potenti e brani che ottennero recensioni positive, nonostante la cattiva registrazione. Fu comunque uno dei dischi di maggiore successo dei Bathory e uno degli esempi di viking metal più spesso citati.
Quorthon e i Bathory si eclissarono dalle scene per cinque anni, durante i quali la sola pubblicazione fu la raccolta Jubileum III (1998). Nell'ottobre 2001 i Bathory ricomparvero sulla scena metal con l'album Destroyer of Worlds, un disco, a detta dello stesso Quorthon, realizzato frettolosamente sotto le continue pressioni della sua casa discografica. Il risultato fu dunque un lavoro ibrido, a cavallo tra le sonorità viking metal e il thrash metal degli album Requiem e Octagon. Quorthon, nonostante tutto non insoddisfatto del risultato, affermò che l'album originariamente ideato doveva assumere connotazioni progressive, ma che, a seguito di numerose sollecitazioni di fan che chiedevano un album più simile ai primi lavori, fu deciso di accantonare i brani in preparazione ripartendo da zero.
L'anno successivo, nel 2002, Quorthon riapparve sulla scena pubblicando il primo di quattro dischi di una saga musicale dal titolo "Nordland", intitolato Nordland I, a cui seguì a distanza di un anno la parte seconda, Nordland II, pubblicato nel 2003. Questi due dischi, dal buon successo commerciale, apparvero come il culmine dell'evoluzione del genere viking metal da parte di Quorthon, con canzoni molto lunghe ed evocative e testi dal contenuto storico e mitologico.

### Il decesso (2004)
Mentre si attendeva il terzo capitolo della saga Nordland (previsto per i primi mesi del 2006), il 9 giugno 2004 fu annunciata sul sito ufficiale del gruppo la morte improvvisa e inaspettata di Quorthon. Nei giorni seguenti, confermata in modo ufficiale la notizia, fu reso noto che il musicista era stato trovato privo di vita nel suo appartamento di Stoccolma il 7 giugno 2004, colpito presumibilmente da un infarto del miocardio all'età di 38 anni. L'autopsia confermò la diagnosi e stabilì anche che già da anni Quorthon era affetto da problemi cardiaci.
Il progetto Bathory, in quanto progetto solista, si sciolse immediatamente. I funerali del musicista si tennero in forma privata e le sue spoglie tumulate nella tomba di famiglia del Sandsborgskyrkogården di Stoccolma, lotto 1 tomba 525.
La scomparsa di Quorthon ebbe una vasta eco nel mondo della musica epica e black, e molti artisti porsero pubblicamente il loro addio al musicista. Sull'onda della grande partecipazione emotiva dei fan, la famiglia Forsberg diramò un comunicato, a tre settimane dall'evento, in cui esprimeva pubblici ringraziamenti.

### Gli omaggi alla memoria (2004-oggi)
Il 3 giugno 2006 la Black Mark Records pubblicò un cofanetto in suo ricordo, dal titolo In Memory of Quorthon, contenente tre CD, un booklet di 176 pagine, un DVD con il video integrale di One Rode to Asa Bay, oltre che interviste e rare immagini. Furono pubblicati anche diversi tribute-album dedicati alla band Bathory, dei quali quello di maggiore rilievo fu la raccolta intitolata In Conspiracy with Satan: A Tribute to Bathory.
Nel 2005 vennero pubblicati i primi lavori postumi di Quorthon. Si trattava dei singoli "Silverwing" e "Between life and death", brani a cui il musicista stava lavorando nei primi mesi del 2004 assieme all'ex cantante dei Lake of Tears Jennie Tebler. Le tracce, interamente composte e suonate da Quorthon e mixate da suo padre, furono realizzate dalla Black Mark Records. La Tebler, che dichiarò di essere la sorella di Quorthon, pubblicò il suo primo album, intitolato Till Death Tear Us Part, con la sua band gothic metal Jennie Tebler's Out of Oblivion il 25 luglio 2008. Il disco rese omaggio al fratello scomparso.

## Musica

### Strumentazione
Nei primi anni di carriera (durante il periodo black metal dei Bathory) Quorthon utilizzò una chitarra Ibanez Destroyer I. In seguito, grazie anche a migliori disponibilità economiche, poté permettersi l'utilizzo di numerosi strumenti della Gibson Guitar Corporation, casa che divenne in breve tempo la sua fornitrice ufficiale, sia per le chitarre, con il modello Gibson Flying V, che per i bassi elettrici. Il polistrumentista fece uso anche di plettri della Jim Dunlop, amplificatori della Yamaha, della Orange e della Marshall Amplification, e di corde di marca GHS e Dean Markley.
Per quanto concerne gli altri strumenti, Quorthon utilizzò percussioni della Roland Digital Drums. Di altri materiali, come ad esempio delle tastiere e degli strumenti folkloristici, non è nota la provenienza.
- Ibanez Destroyer I
- pick up DiMarzio
- Gibson Flying V

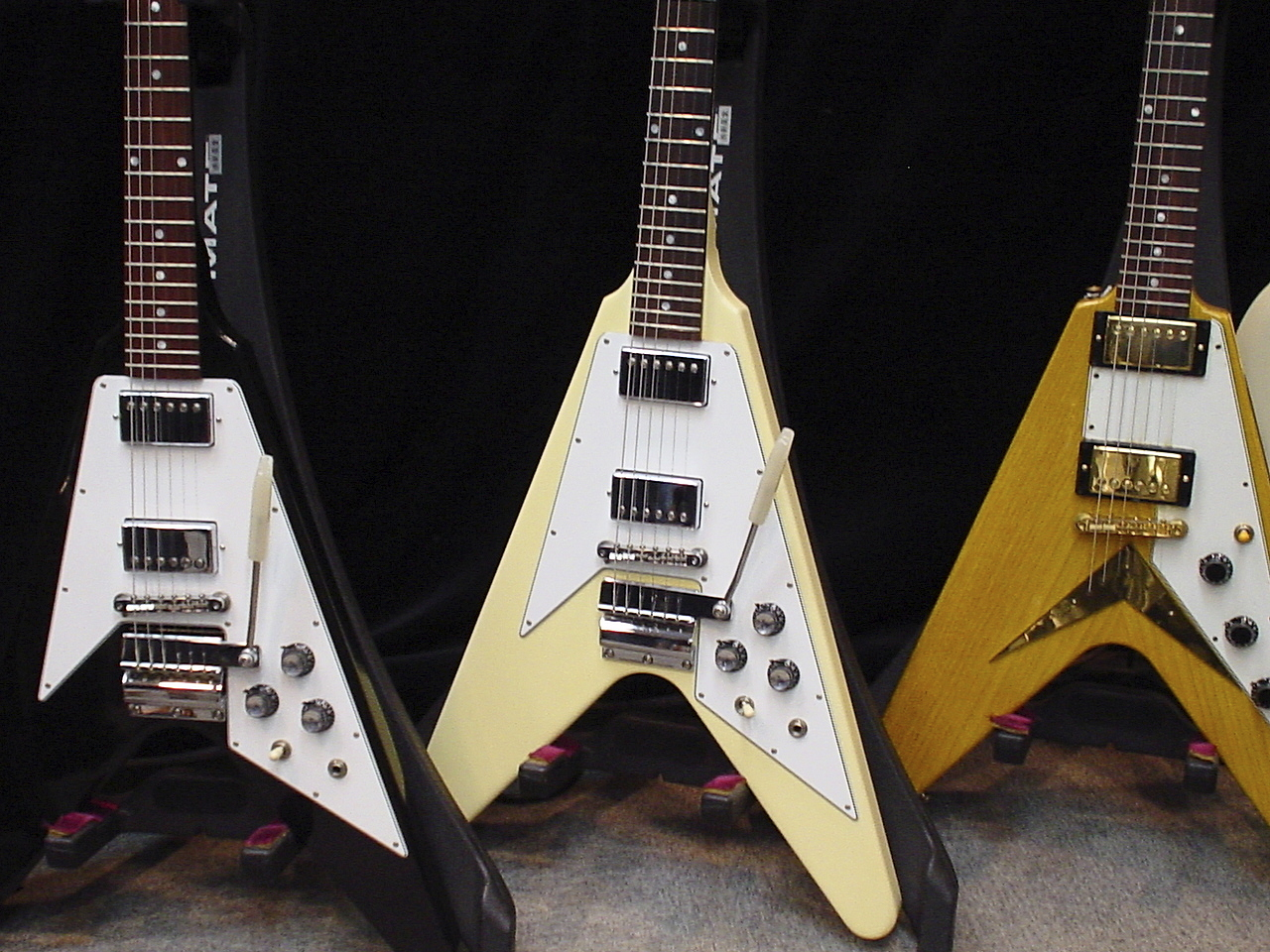
modelli di Gibson Flying V, gli stessi utilizzati da Quorthon

- bassi elettrici della Gibson Guitar Corporation
- plettri della Jim Dunlop
- amplificatori Marshall Amplification
- amplificatori Yamaha
- amplificatori Orange
- corde Dean Markley
- corde GHS
- percussioni della Roland Digital Drums

### Stile e influenze
Analizzando la tecnica e le ritmiche prodotte da Quorthon ci si rende facilmente conto che, nei fraseggi di chitarra, egli evidenziò uno stile veloce, adatto nel gestire i riff cupi e potenti, tipici del genere. Analoghe considerazioni sono suggerite dall'ascolto delle parti di basso e più in generale dei diversi strumenti a corda che suonò nei brani più evocativi. Anche alle tastiere, Quorthon si produsse in un'adeguata resa della coralità e della solennità del genere epic; l'utilizzo evocativo nella sua musica di atmosfere nordiche, riusciva infatti a catturare l'immaginario dell'ascoltatore, portandolo a concentrarsi in modo intenso sulle argomentazioni delle tracce.
Nel suo stile canoro fece largo uso della tecnica di scream mista a growl, specie nei primi tre album dei Bathory, dove ottenne ampi apprezzamenti per le particolari tonalità rauche, soffocate e gutturali. Quando passò al genere viking metal, il musicista esibì una vocalità, secondo molti, non altrettanto efficace, caratterizzata da una vistosa monotonalità che, specialmente nelle parti più acute, talvolta trascendeva fino ai limiti della stonatura. Ciononostante, diversi artisti si ispirarono al suo stile e lo citarono come un'importante influenza.
In molti ritengono che la musica dei primi Bathory fosse stata influenza da Venom e Slayer, per via di forti similarità stilistiche con questi due gruppi mentre altri ritengono che i Manowar abbiano dato ispirazione alla fase viking della band. In realtà, Quorthon negò tutto questo dicendo:
Ancora, riguardo alle presunte influenze Manowar, presenti soprattutto in Hammerheart, Quorthon sostenne di non aver mai ascoltato una canzone di questo gruppo prima di iniziare la stesura dell'album e che questa sia in realtà solo una leggenda, nata dal fatto che il suo batterista accompagnò un suo riff utilizzando un beat simile a quello del gruppo statunitense. Quorthon disse inoltre:
(Quorthon)
Quorthon citò come influenze primarie Black Sabbath, Motörhead e G.B.H., altre ispirazioni furono Exploited, Kiss e Sex Pistols:
Riguardo al suo background musicale, Quorthon nel 2001 dichiarò:
Quorthon sostenne inoltre che gran parte dell'ispirazione compositiva dell'album Twilight of the Gods gli giunse ascoltando alcune opere di musica classica di Richard Wagner, a cui si era avvicinato per la prima volta nel 1985.

### Elementi innovatori
(Satyr)
Quorthon è unanimemente considerato dai critici come uno dei maggiori innovatori del black metal nordico; infatti, pur mantenendo testi che, come per gli altri gruppi black del periodo, si rifanno spesso a temi satanici, blasfemi e cruenti, musiche basate sull'uso di riff e power chord diversi da quelli comunemente usati nell'heavy metal, e una produzione spesso volutamente scarna, fortemente incentrata sulla batteria e sulla chitarra, a scapito del basso, aggiunse per la prima volta un cantato in primitivo scream, tecnica vocale basata sull'uso di timbri alti e su sonorità roche che la trasformavano in un violento urlo.
È anche considerato, grazie in particolare agli album Blood Fire Death e Hammerheart, un innovatore del folk metal e il padre fondatore del viking metal, un genere di diretta derivazione dal black (analoghe sono infatti le atmosfere cupe e le ritmiche dure e pesanti, seppure fortemente rallentate), ma privo del cantato scream e rafforzato da atmosfere epiche riecheggianti le leggende della mitologia scandinava, e parti corali.
In Blood Fire Death infatti egli propose per la prima volta un sensibile rallentamento delle ritmiche rispetto ai precedenti lavori di stampo puramente black metal, abbinando ciò a un approccio più calcolato alla musica. Inoltre, il disco vide l'introduzione delle tematiche vichinghe.
È con il successivo Hammerheart che la maturazione del nuovo genere arriva a completamento. L'album vide un'espansione delle tematiche mitologiche, divenendo di fatto progenitore di quello che oggi viene classificato come sound viking metal. Nel disco furono inseriti nuovi elementi, quali le parti vocali multi traccia, le armonizzazioni vocali, parti di tastiere, arrangiamenti orchestrali, oltre che spunti derivativi dalle melodie tradizionali del folklore nordico.

## Il carattere

### Il pensiero
Leggendo i testi dei brani di Quorthon, si evince quanto egli fosse conoscitore appassionato di esoterismo, di storia e di mitologia vichinga, oltre che un attento osservatore del presente. Nel corso della sua carriera, cercò infatti di sensibilizzare i suoi ascoltatori sulle vicende legate al suo popolo e alla sua cultura, spesso presentandosi, specialmente nei primi anni di carriera, come una figura anticristiana e fortemente pagana. Contrariamente all'opinione comune, egli non prese comunque mai seriamente in considerazione questo ruolo di satanista e le relative tematiche occulte; infatti dichiarò:
Quorthon stesso dichiarò sempre di non cantare semplicemente la cultura vichinga. Riguardo ai componimenti di Hammerheart, ad esempio, disse:
(Quorthon)
Altro elemento importante del pensiero di Quorthon fu quello legato all'uomo e all'umanità in generale. Egli espresse sempre un certo pessimismo riguardo alla condizione umana, affermando di vedere intorno a sé una schiera sempre più folta di individui schiavi delle circostanze e incapaci di reagire alle difficoltà dell'esistenza. Proprio riguardo alla condizione dell'uomo egli disse:

### Il rapporto con i fan e i media
Quorthon è ricordato per la costanza e l'impegno che profuse in campo musicale, senza tuttavia eccedere nella ricerca del successo commerciale, del consenso dei fan o nell'abuso della sua notorietà, mantenendo anzi un atteggiamento ritroso e spesso sfuggente.
Fu un uomo schivo e solitario che, nonostante il successo raggiunto, preferì tenersi fuori dalle scene e lontano dai riflettori. Fu estremamente riservato riguardo alla sua vita privata, tant'è che di lui sono note pochissime notizie certe e affidabili. Concesse raramente interviste e le sue apparizioni sulle riviste di settore e in televisione furono molto scarse. Per lo stesso motivo non si esibì mai in concerto con la sua band e i rapporti con i fan furono incostanti, limitati a occasionali eventi non pubblicizzati legati al mondo underground. Uno dei pochi filmati di questo artista fu girato durante un breve tour promozionale in Portogallo nei primi anni novanta, dove si vede un Quorthon circondato da pochi amici e una sessione di autografi con alcuni ammiratori in un piccolo locale apparendo anche qui, sebbene disponibile, piuttosto impacciato e di poche parole.
Questi elementi contribuirono a creare intorno a lui, nel tempo, un alone di mistero e un'aura quasi leggendaria, al punto che taluni paragonarono il suo stile di vita a quello di un asceta. Durante un'intervista del 2001, a chi gli chiedeva se egli sentisse sulle sue spalle la responsabilità di apparire come una leggenda, Quorthon rispose così:
Alla luce di quanto detto, sembrerebbe proprio che Quorthon suonasse solamente per passione e non per guadagnare soldi.
Ma nonostante ciò, Quorthon tenne sempre in grande considerazione le opinioni dei suoi ammiratori: nel 2001 fu persuaso, dalle continue e-mail ricevute dai fan, ad accantonare un progetto per un nuovo stile musicale progressivo dei Bathory in favore di un ritorno a sonorità più simili a quelle della prima decade di storia del gruppo; il risultato fu il disco Destroyer of the Worlds. Ma, proprio a causa di questi continui cambi di genere, si formò ben presto una sorta di scissione tra i suoi estimatori: una parte sostenne le sonorità thrash/black metal, l'altra preferì la pubblicazione di dischi basati sullo stile viking metal. Riguardo a questa situazione, Quorthon ebbe a dire con amarezza:

## Discografia

### Bathory
Album studio
- 1984 - Bathory
- 1985 - The Return......
- 1987 - Under The Sign of the Black Mark
- 1988 - Blood Fire Death
- 1990 - Hammerheart
- 1991 - Twilight of the Gods
- 1994 - Requiem
- 1995 - Octagon
- 1996 - Blood on Ice
- 2001 - Destroyer of Worlds
- 2002 - Nordland I
- 2003 - Nordland II

### Solista
- 1994 - Album
- 1997 - Purity of Essence

## Videografia

### DVD
- 2006 - In Memory of Quorthon

### Video musicali
- 1991 - One Rode to Asa Bay

### Enciclopedie
- Luca Signorelli, Heavy Metal. I moderni, Giunti Editore, 2000, ISBN 88-09-01697-1.
- (EN) Jeffrey Kaplan, Encyclopedia of White Power: A Sourcebook on the Radical Racist Right, Rowman Altamira, 2000, ISBN 0-7425-0340-2.
- Luca Signorelli, Metallus. Il libro dell'Heavy Metal, Giunti Editore, 2001, ISBN 88-09-02230-0.
- (EN) Lily Strange, Eternal Death: Lost Beneath the Surface, Lily Strange, 2007, ISBN 1-4327-0591-1.

### Testi monografici
- (SV) Lennart Larsson, Quorthon : på egen hand, 2004.